# Second Division Memorial
Le Second Division Memorial est un mémorial américain dans le parc du Président à Washington, la capitale du pays. Ce monument aux morts de la 2e division d'infanterie de l'United States Army a été dédié le 18 juillet 1936 par Franklin Delano Roosevelt.